# 吉松義彦
吉松 義彦（よしまつ よしひこ、1920年11月16日 - 1988年7月5日）は、日本の柔道家（講道館9段）。元・鹿児島県柔道協会理事長。
世界選手権大会準優勝や全日本選手権大会で史上初となる3回優勝等の成績を残し、松本安市や醍醐敏郎、石川隆彦らと共に終戦直後の日本柔道界を代表する選手の1人であった。

## 経歴
鹿児島県鹿児島市生まれ、出身。1934年に旧制鹿児島商業学校（現・市立鹿児島商業高校）に入学し、林岩三（のち講道館9段）から同校柔道部および修道館道場にて指導を受けた。林は白帯時代から吉松の才を見抜き、著書『柔道に生きる』の中で「吉松の柔道は、守勢の時は青竹のようにしなやかで、相手が力のバランスを崩すとすぐにビシっと弾き返す、攻撃と守備の区切りがない理想の動き」と絶賛している。吉松の代名詞ともいえるケンケン内股が完成されたのも、天性の柔軟な足腰が成せる業であった。
1935年から鹿児島商業を全国大会4連覇に導いたほか、相撲でも活躍し、5年次には全国大会を制して中学相撲の第20代横綱となり角界からも注目された。なお、鹿児島商業4年次の1938年全国大会の決勝戦で当時豊島師範学校に在籍していた志村けんの実父と大将戦で引き分けに終わっている。
鹿児島商業を卒業後は柔の道を志して京都の武道専門学校に進学し、連日の激しい稽古に明け暮れる。2年次の春には、先輩に当たる松本安市や橋本富行と共に東京へ1週間の武者修行に赴き、皇宮警察・警視庁新撰組・講道館・満蒙開拓青少年義勇軍道場をハシゴして1日6時間近い荒稽古を行うなどした。吉松は後に「このような稽古を最高のものだとは思っていないが、若い時には一度位はこのような稽古をするのも、自分を鍛えて大きな力になるのではないか」と述懐し、「稽古は与えられるものではなく、自ら求めるものであると信ずる」と続けていた。
このような努力の甲斐もあり、1942年5月に橿原神宮外苑の建国会館で行われた全日本東西学生対抗試合では西軍の主将を務め、慶応大学の羽鳥輝久ら3人を抜いて西軍を逆転優勝に導いている。
1944年には太平洋戦争に伴う応召で見習士官として中支へ出征し、第二次長沙作戦に参加した際に敵弾に急所（睾丸）を撃ち抜かれながら九死に一生を得て帰国。復員後は鹿児島県警に入って警察官となり、1947年12月9日付で講道館へ入門。1948年の第1回全日本選手権大会では準決勝戦で武専時代の先輩である松本安市6段と相対し、勝負がつかず抽選により決勝戦進出を逃した。同年6月の第1回全国警察選手権大会では決勝で松本に雪辱を果たし優勝を飾る。1949年の第2回全日本選手権大会では初戦で醍醐敏郎6段に跳腰返で敗れ、翌50年の第3回大会では2回戦で広瀬巌7段に大外刈で敗れた。

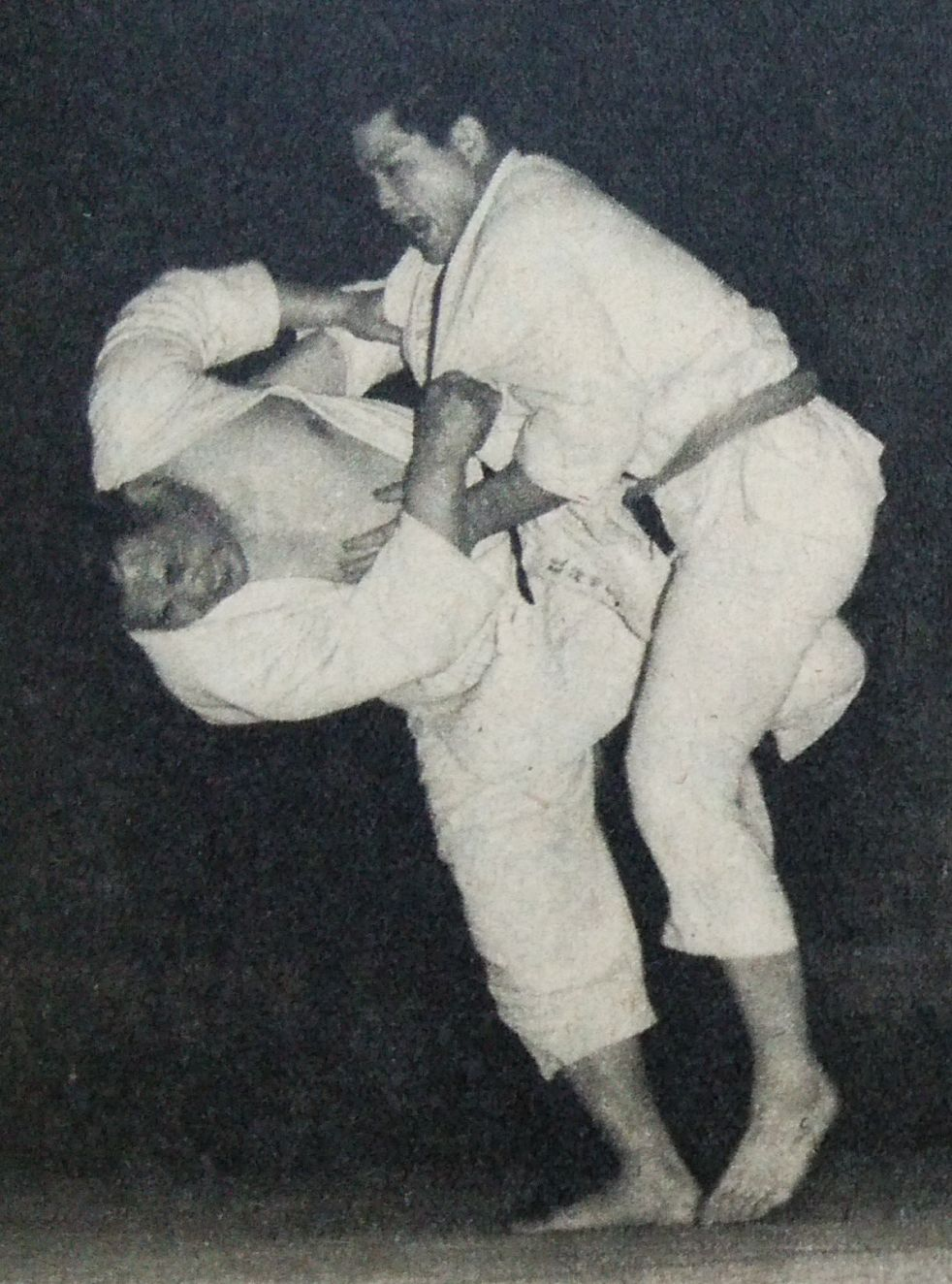
1953年全日本選手権決勝戦にて
内股を仕掛ける吉松（左）と伊藤秀雄（右）

1951年の全日本選手権大会では、3連覇を目指す石川隆彦7段との準決勝でこれを大外刈に沈め、自身初の決勝戦に進んだ。決勝戦では醍醐敏郎6段と12分40秒に渡る死闘を繰り広げたが、吉松が大外刈にいったところを切り返されて一本負を喫した。身長181cm・体重110kgと堂々たる体躯に鋭い足技と冴えのある腰技を併せ持ちながらも全日本を獲れない吉松に対しては当時の専門家らも首を傾げ、「脚力不足によるものでは」とする見方が多数を占めた。そんな声が聞こえてか、吉松は地元鹿児島の城山にある三百段の石段の駆け登りを日課として脚力強化に努め、翌52年の全日本選手権大会では3回戦で“今牛若”と称された足技の達人大沢慶己5段を大外刈で、準決勝戦で宿敵の醍醐を快心の内股で破り、決勝では石川に判定勝ちして念願の初優勝を飾り、
この年から授与されるようになった天皇杯を手にした。また、この功績により、地元紙である南日本新聞社から南日本文化賞（スポーツ部門）を受賞。
翌53年にも優勝を果たしたが、54年は体調不十分により準々決勝戦で柄本芳孝5段に判定で敗れた。
55年は既に落ち目とされていた下馬評を覆し、新鋭の曽根康治5段や当時日の出の勢いにあった夏井昇吉6段を降して制し、史上初の大会3度優勝を果たした。
35歳で出場した1956年の第1回世界選手権大会では、準決勝戦で若き日のアントン・ヘーシンクを開始わずか45秒で内股に一閃、決勝戦で夏井昇吉に微妙な判定で敗れるものの銀メダルを獲得。この大会を最後に現役を引退した。
吉松は柔軟で恵まれた体格からの内股、大外刈、跳腰、払腰を得意とし、左右から技を繰り出す器用さも併せ持っていた。また吉松は、武専時代を除き東京や大阪といった大都市ではなく郷里の鹿児島で生涯を過ごした点も特筆される。稽古相手不足というハンデキャップを覚悟の上ではあったが、選手として第一線で活躍する傍ら後進の指導にも当たり、地元の柔道発展に大きく貢献した。門下に全日本学生選手権大会2度優勝の松下三郎（のち講道館9段、全柔連専務理事）など。
1980年に鹿児島県警を退官してからも鹿児島市平之町で町道場を開く一方、鹿児島県柔道会理事長を務めるなど地元柔道界のために精力的に活動した。
1988年4月の嘉納師範50年祭にて講道館より9段位を授与。昇段に際し「今後はこの栄誉を生かし、柔道を通じて青少年育成のため微力を尽くす所存」と述べた吉松だったが、同年5月末に胃潰瘍で南風病院（鹿児島市長田町）に入院。6月14日に手術を受けるも術後経過が芳しくなく、3週間後の7月5日午後5時50分に肝不全のため他界した。7月7日に執り行われた告別式には柔道関係者のほか一般市民も多く訪れ、鹿児島が生んだ英雄の死を悼んでいる。
その死に際に鹿児島県柔道会会長の法亢保晴は「神仏に対する信仰心が人一倍厚かった故人の冥福を祈るばかり」と述べ、全柔連元広報委員長の横尾一彦は「豪快な柔道と共に人間味豊かな笑顔と歯切れの良い話しっぷりが印象的だった」とその人柄を述懐している。

## その他
居合道の達人でもあった。

## 著書
- 『柔道ひとすじ』（有吉徹, 葦書房, 1985年）  ISBN 4-7512-0262-6